# Drombus simulus
 Drombus simulus es una especie de peces de la familia de los Gobiidae en el orden de los Perciformes.

## Morfología
Los machos pueden llegar a alcanzar los 3,5 cm de longitud total.

## Hábitat
Es un pez de mar, de clima tropical y demersal.

## Distribución geográfica
Se encuentra en Mozambique y el Pacífico occidental central. 

## Observaciones
Es inofensivo para los humanos. 